# DMAIC
DMAIC es una herramienta metodológica enfocada en la mejora incremental de procesos existentes. El nombre es un acrónimo de los pasos de la metodología: definir, medir, analizar, mejorar y controlar.
La herramienta es una estrategia de calidad basada en estadística, que da mucha importancia a la recolección de información y a la veracidad de los datos como base de una mejora. Cada paso en la metodología se enfoca en obtener los mejores resultados posibles para minimizar la posibilidad de error.

«Lo que no se define no se puede medir. Lo que no se mide, no se puede mejorar. Lo que no se mejora, se degrada siempre»
Atribuido a William Thomson Kelvin

## Pasos de la metodología
Definir: Se refiere a definir los requerimientos del cliente y entender los procesos importantes afectados con la finalidad de llevar un proyecto a cabo. Estos requerimientos del cliente se denominan CTQs (por sus siglas en inglés: Critical to Quality, Crítico para la Calidad). Este paso se encarga de definir quién es el cliente, así como sus requerimientos y expectativas. Además se determina el alcance del proyecto: las fronteras que delimitarán el inicio y final del proceso que se busca mejorar. En esta etapa se elabora un mapa del flujo del proceso.
Medir: El objetivo de esta etapa es medir el desempeño actual del proceso que se busca mejorar. Se utilizan los CTQs para determinar los indicadores y tipos de defectos que se utilizarán durante el proyecto. Posteriormente, se diseña el plan de recolección de datos y se identifican las fuentes de los mismos, se lleva a cabo la recolección de las distintas fuentes, se organizan las hipótesis causa - efecto. Por último, se comparan los resultados actuales con los requerimientos del cliente para determinar la magnitud de la mejora requerida.
Analizar: En esta etapa se lleva a cabo el análisis de la información recolectada para determinar las causas raíz de los defectos y oportunidades de mejora. Posteriormente se tamizan las oportunidades de mejora, de acuerdo a su importancia para el cliente y se identifican y validan sus causas de variación.
Mejorar: Se diseñan soluciones que ataquen el problema raíz y lleve los resultados hacia las expectativas del cliente. También se desarrolla el plan de implementación.
Controlar: Tras validar que las soluciones funcionan, es necesario implementar controles que aseguren que el proceso se mantendrá en su nuevo rumbo. Para prevenir que la solución sea temporal, se documenta el nuevo proceso y su plan de monitoreo. Solidez al proyecto a lo largo del tiempo.